# 19185 Ґварнері
19185 Ґварнері (19185 Guarneri) — астероїд головного поясу, відкритий 4 жовтня 1991 року.
Тіссеранів параметр щодо Юпітера — 3,381.